# Boris Pahor

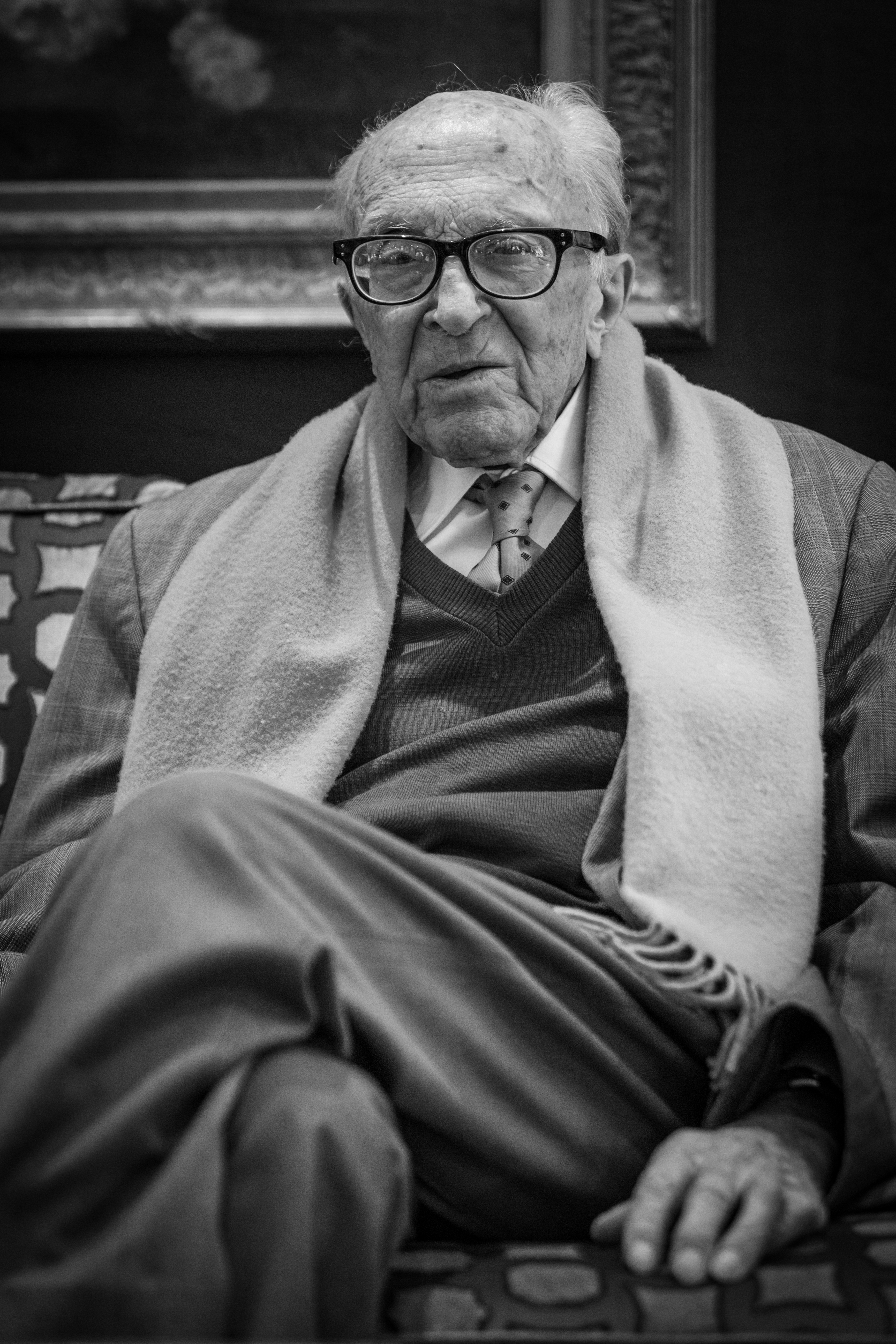
Boris Pahor in juni 2015

Boris Pahor (Triëst, 26 augustus 1913 – aldaar, 30 mei 2022) was een schrijver van etnisch-Sloveense afkomst. Voor het overgrote deel van zijn leven bezat hij de Italiaanse nationaliteit. Hij schreef echter in het Sloveens. Bij leven gold hij als een van de belangrijkste auteurs in de Sloveense taal; zijn werk verscheen tijdens zijn leven in meer dan acht talen.

## Twee wereldoorlogen
Toen hij in 1913 geboren werd, behoorde zijn woonplaats Triëst tot het keizerrijk Oostenrijk-Hongarije. Na de Eerste Wereldoorlog werd Triëst door Italië ingelijfd. In 1918 werd de Sloveense bisschop Karlin van Triëst door fascisten verdreven, in 1920 werd het symbool van de Slovenen in Triëst, de narodni dom door Italiaanse fascisten in brand gestoken en na de komst van Mussolini werden alle Sloveense instellingen, zoals cultuurhuizen en scholen en kranten, opgeheven. Pahor volgde onderwijs aan het gymnasium in Capodistria, na 1945 Koper, en aan het seminarie in Gorizia, waar hij twee jaar lang theologie studeerde. In 1940 werd hij gemobiliseerd en nam deel aan de Italiaanse veldtocht in Libië. Korte tijd later was hij werkzaam als tolk voor de Italianen, ingezet bij de verhoren van gevangen Joegoslavische partizanen in Bogliaco (aan het Gardameer). Na de ineenstorting van het Italiaanse fascisme sloot hij zich bij het Sloveense Bevrijdingsfront (Sloveens: Osvobodilna fronta) aan. In januari 1944 werd hij door de Sloveense nationalistische milities Domobranci opgepakt en aan de Italiaanse autoriteiten uitgeleverd, waarna zijn lijdensweg begon in het Italiaanse concentratiekamp Risiera di San Sabba en werd vervolgd in de Duitse kampen Natzweiler-Struthof (in bezet Frankrijk), Bergen-Belsen en Dachau. Pahor overleefde en keerde terug naar Triëst.

## Strijdbaar
Aan het einde van de Tweede Wereldoorlog werd Triëst bevrijd door het Sloveense Bevrijdingsfront en de Joegoslavische partizanen, maar na enkele dagen werd de stad al aan de geallieerden overgedragen. In het kielzog hiervan ontstond de zogenaamde Triëst-crisis tussen West en Oost, waarin de Koude Oorlog zich aftekende. Pahor bevond zich in een stad die werd overstroomd door Italiaanse, Kroatische en Sloveense vluchtelingen voor Tito uit Istrië en Dalmatië. Tegelijkertijd zweeg die stad  over de decennialange misdaden tegen de minderheden in Italië. Ook nu streed hij, ook in zijn werk, voor de volledige erkenning van de culturele en politieke rechten van de Slovenen in Friuli-Venezia Giulia, niet zozeer op basis van bestaande echter niet vervulde internationaalrechtelijke verplichtingen die Italië had aangegaan, maar op grond van een humanistische levensovertuiging. Hij liet ook het naoorlogse Joegoslavië niet ongemoeid; in zijn lijftijdschrift Zaliv verschenen keer op keer kritische opstellen, die soms grote bekendheid verkregen (met name zijn interview met Edvard Kocbek over de Domobranci in 1975). Zijn boek Nekropola droeg bij aan de oprichting van het Europese centrum voor gedeporteerde verzetsstrijders (bij Natzweiler-Struthof in Frankrijk).
De eerste jaren na de Tweede Wereldoorlog studeerde hij aan de Universiteit van Padua af op de dichter-politicus Edvard Kocbek, waarna hij in Triëst onderwijzer werd (tot 1973).

## Pahors literatuur
Pahor verwerkte zijn ervaringen in heel zijn werk. Typische motieven uit de lokale literatuur van Triëst (letteratura triestina bevat elementen zoals de karst, de zee en het multiculturele of kosmopolitische), een neorealisme zoals dit ook opduikt bij Elio Vittorini en daarnaast elementen uit de Amerikaanse literatuur (bijvoorbeeld Ernest Hemingway) worden verbonden met de verwerking van Pahors eigen trauma's. In zijn stijl komen nauwelijks metaforen voor en speelt het landschap een belangrijke rol. Een van Pahors uiteindelijke consequenties was zijn actieve inzet voor een verenigd Europa. Critici vergelijken zijn werk met dat van Imre Kertesz en Jorge Semprún.

## Keuze uit zijn werk
- 1948: Moj tržaški naslov (Mijn adres in Triëst)
- 1955: Vila ob jezeru (De villa aan het meer)
- 1956: Nomadi brez oaze (Nomaden zonder oase)
- 1959: Kres v pristanu (Vuur in de haven)
- 1961: Onkraj pekla so ljudje (Aan gene zijde van de hel zijn mensen)
- 1975: Varno naročje (Veilige omarming)
- 1975: Zatemnitev (Verduistering)
- 1978: Spopad s pomladjo (Strijd met de lente)
- 1984: V labirintu (In het labyrint)
- 1999: Zibelka sveta (De wieg van de wereld)
- 2001: Dihanje morja (Het ademen van de zee)
- 2003: Notranji odmevi (Innerlijke weergaven)

- Bibsys: 6064598
- Biblioteca Nacional de España: XX1676129
- Bibliothèque nationale de France: cb12061197d (data)
- Catàleg d'autoritats de noms i títols de Catalunya: 981058512242006706
- CiNii: DA10794319
- Gemeinsame Normdatei: 119341948
- International Standard Name Identifier: 0000 0001 0877 8632
- Library of Congress Control Number: n84068282
- Nationale Bibliotheek van Tsjechië: jn20000604320
- Nationale bibliotheek van Australië: 35821666
- Nationale Bibliotheek van Israël: 987007340674905171
- Nationale en Universitaire bibliotheek Zagreb: 000010295
- Nederlandse Thesaurus van Auteursnamen: 159216257
- Réseau des bibliothèques de Suisse occidentale: 02-A003665322
- Istituto Centrale per il Catalogo Unico: CFIV125286
- LIBRIS: 287078
- Système universitaire de documentation: 030312884
- Trove: 1102999
- Virtual International Authority File: 22163352
- WorldCat: E39PBJvXdKc73vrKr73QWkyWXd